# 阿济利耶尔-讷维尔
阿济利耶尔-讷维尔（法語：Arzillières-Neuville，法語發音：[aʁziljɛʁ nøvil]）是法国马恩省的一个市镇，位于该省东南部，属于维特里勒弗朗索瓦区。该市镇于1973年由原市镇阿济利耶尔（Arzillières）和讷维尔-苏萨济利耶尔（Neuville-sous-Arzillières）合并而成。

## 地理
阿济利耶尔-讷维尔（48°38'41"N, 4°35'19"E）面积12.23 平方千米，位于法国大東部大區马恩省，该省份为法国东北部内陆省份，北起阿登省，西北接埃纳省，西南接塞纳-马恩省，南至奥布省，东南接上马恩省，东临默兹省。
与阿济利耶尔-讷维尔接壤的市镇（或旧市镇、城区）包括：布莱斯-苏萨济利耶尔、马恩河畔克卢瓦、日尼-比西、蒙塞拉拜、诺鲁瓦、莱里维耶尔-昂吕埃勒、圣谢龙、圣雷米昂布兹蒙-圣热内和伊松。

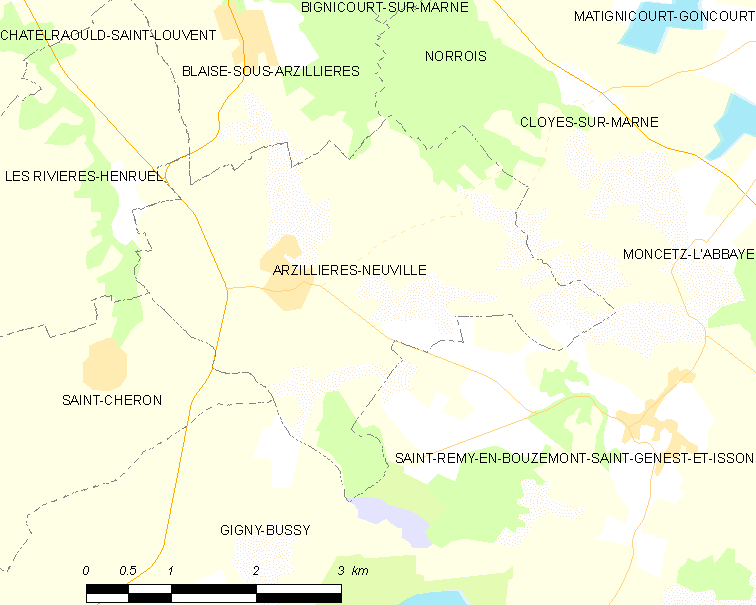
阿济利耶尔-讷维尔的OSM定位图

阿济利耶尔-讷维尔的时区为UTC+01:00、UTC+02:00（夏令时）。

## 行政
阿济利耶尔-讷维尔的邮政编码为51290，INSEE市镇编码为51017。

## 政治
阿济利耶尔-讷维尔所属的省级选区为维特里勒弗朗索瓦-香槟-代尔县。

## 人口

1962-2008年间阿济利耶尔-讷维尔人口变化图示

阿济利耶尔-讷维尔于2022年1月1日时的人口数量为326人。